# Aphelinoidea longiclavata
Aphelinoidea longiclavata är en stekelart som beskrevs av Yousuf och Shafee 1988. Aphelinoidea longiclavata ingår i släktet Aphelinoidea och familjen hårstrimsteklar. Inga underarter finns listade i Catalogue of Life.